# Martąg
Martąg (Duits: Irrgang) is een plaats in het Poolse district  Malborski, woiwodschap Pommeren. De plaats maakt deel uit van de gemeente Nowy Staw en telt 110 inwoners.